# Iglesia de Las Mercedes (Santo Domingo)
Templo Patronal Nuestra Señora de las Mercedes, también conocido como Iglesia de Nuestra Señora de las Mercedes o simplemente Iglesia de Las Mercedes, es templo católico ubicado en la Ciudad Colonial de Santo Domingo, República Dominicana. Es una de las tres edificaciones católicas más antiguas en uso continuo en América y actualmente pertenece a la Orden Capuchina. Hoy en día, forma parte del conjunto histórico de la Ciudad Colonial, designado Patrimonio de la Humanidad.

## Historia

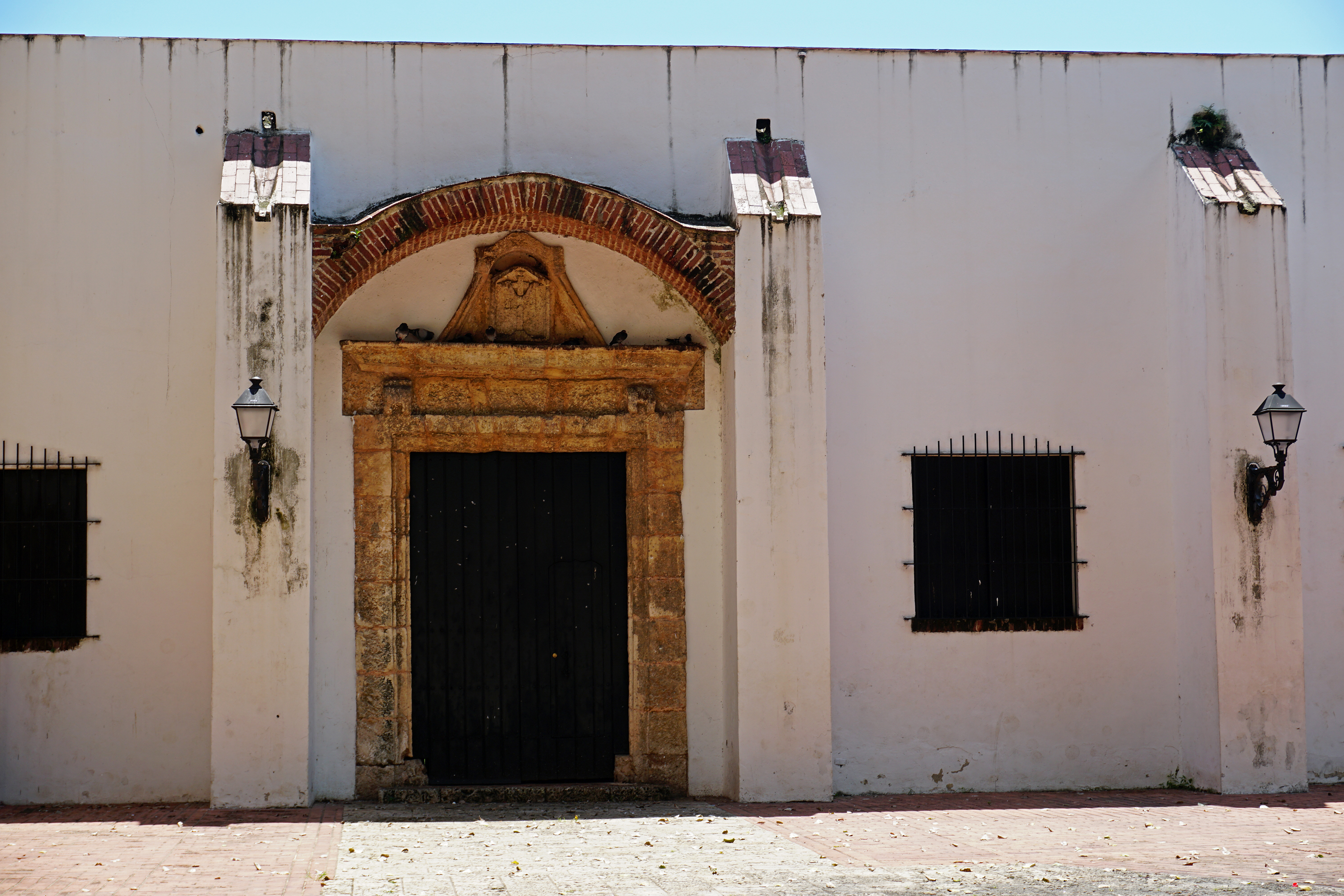

Los primeros frailes de la Orden de la Merced llegaron a la isla Española y América en 1514, donde fundaron un convento en un bohío. El conjunto conventual de Las Mercedes comenzó a edificarse entre 1527 y 1555. Su diseño refleja las influencias arquitectónicas de la España de la época, así como las ideas que sus habitantes consideraban apropiadas para los territorios indianos. La obra estuvo a cargo del maestro mayor Rodrigo de Liendo. Sin embargo, en sus inicios no llegaron muchos frailes mercedarios, como se evidencia en una carta dirigida al rey Felipe II de España en 1577, en la que se menciona que en la ciudad de Santo Domingo había "un monasterio de mercedarios, que es casa de devoción y se va perdiendo porque no hay en él los frailes que serían necesarios, que todos son mozos y pasan necesidades, y la casa se les va cayendo y las haciendas acabando".

Durante la toma de Santo Domingo por el pirata inglés Francis Drake en 1586, el convento, la iglesia y la capilla fueron incendiados y parcialmente destruidos, derribando el coro, el refectorio, los claustros y las celdas. El conjunto conventual sufrió daños adicionales por dos ciclones que impactaron la isla en la última década del siglo XVI, afectando la fachada principal y el cimborio. Además, las primeras décadas del siglo XVII fueron testigos de varios terremotos que provocaron la caída de parte de la bóveda.

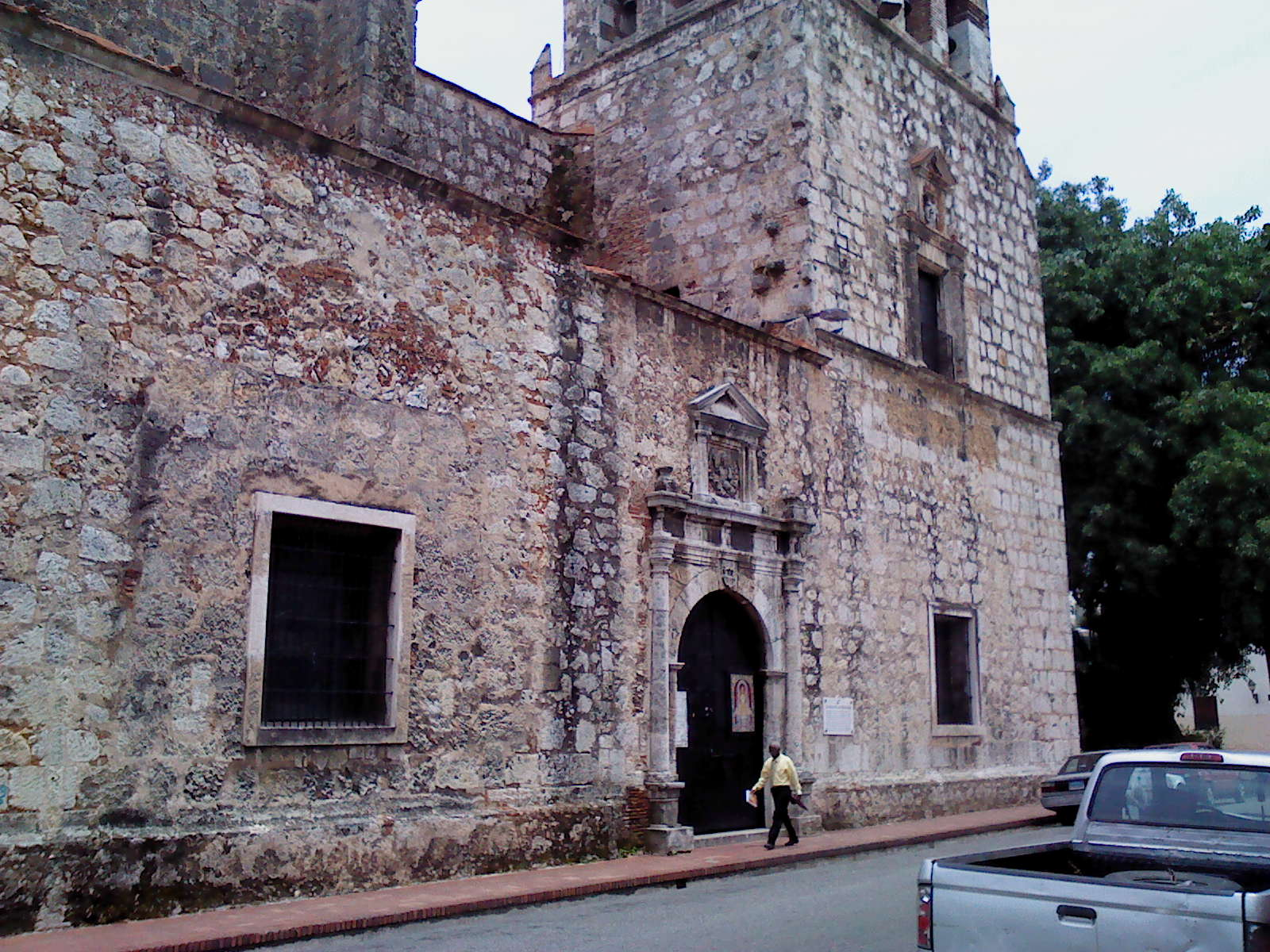

El 8 de septiembre de 1615, un terremoto de magnitud nueve en la escala de Mercalli devastó la ciudad, causando la destrucción de edificaciones y la muerte de 24 personas. Durante más de 40 días, las réplicas continuaron, y los habitantes, aterrorizados, buscaron refugio en el convento de Las Merced. Según la tradición, la imagen de la Virgen de las Mercedes, ubicada en el convento, mostró manifestaciones sobrenaturales, interpretadas como un llamado divino a la penitencia. Este evento llevó a la proclamación de la Virgen de las Mercedes como patrona de Santo Domingo y de la isla Española el 24 de septiembre de 1616, estableciéndose una fiesta anual en su honor. En 1635, el maestro español Pedro de Portillo fue traído a la isla por el provincial de los mercedarios para realizar modificaciones en el interior y exterior de la iglesia, que había quedado completamente arruinada y no era segura para la misa. En esa ocasión, se reconstruyeron tres tramos occidentales de la bóveda nervada, se sustituyeron los arcos torales apuntados por arcos de medio punto y se construyó un nuevo coro alto. También se reforzaron los estribos y se edificó una torre al sur de la fachada principal, junto con un nuevo frontis.

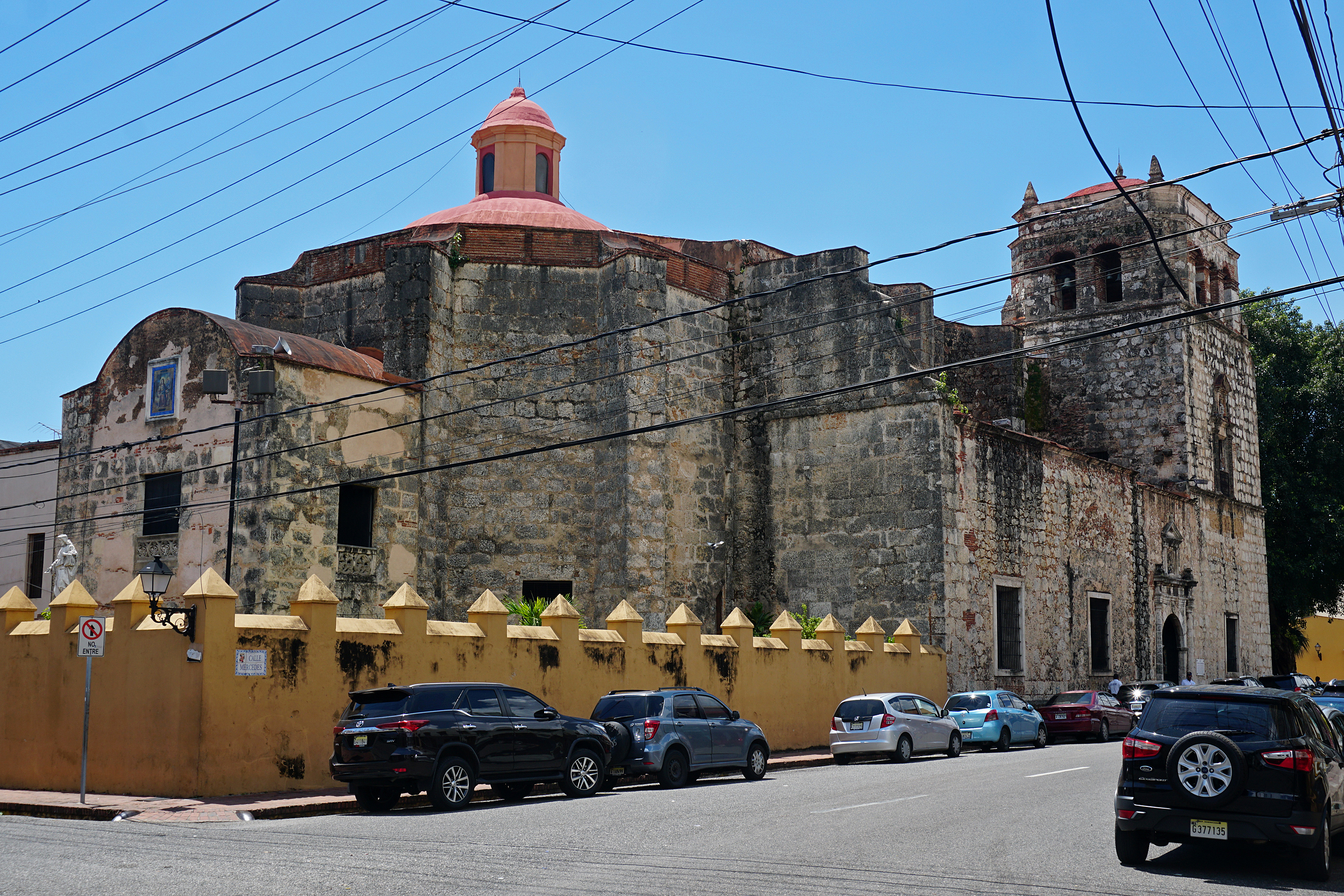

En 1672, un terremoto causó serios daños a la iglesia, derrumbando la torre sur, tres capillas laterales y afectando la capilla mayor y el crucero. Seis años después, la iglesia fue restaurada nuevamente y se construyó una nueva torre en el lado norte. Durante la primera mitad del siglo XVIII, se amplió la sacristía, se construyó el camarín de la Virgen y se colocó un nuevo retablo cubierto de plata. En 1751, otro terremoto dejó el conjunto conventual parcialmente destruido, lo que requirió nuevas intervenciones. A fines de 1796, casi todos los miembros de las comunidades religiosas de franciscanos, dominicos y mercedarios, las clarisas y las dominicas se habían trasladado a La Habana a causa del tratado de Basilea.
Durante el sitio de Santo Domingo (1805) fueron montadas piezas de artillería en la torre de la Iglesia de Las Mercedes para defenderse del emperador haitiano Jean-Jacques Dessalines. Durante la ocupación haitiana, los monjes mercedarios abandonaron la isla y el convento quedó desierto. Aprovechando la situación, en 1824 el presidente haitiano Jean Pierre Boyer, enemigo abierto de la Iglesia católica, alojó en el convento a un grupo de protestantes metodistas que había traído desde los Estados Unidos. Los usurpadores protestantes ocuparon el lugar hasta el terremoto de 1842, cuando se consideró que el convento y su iglesia eran peligrosos e inapropiados como asilo.

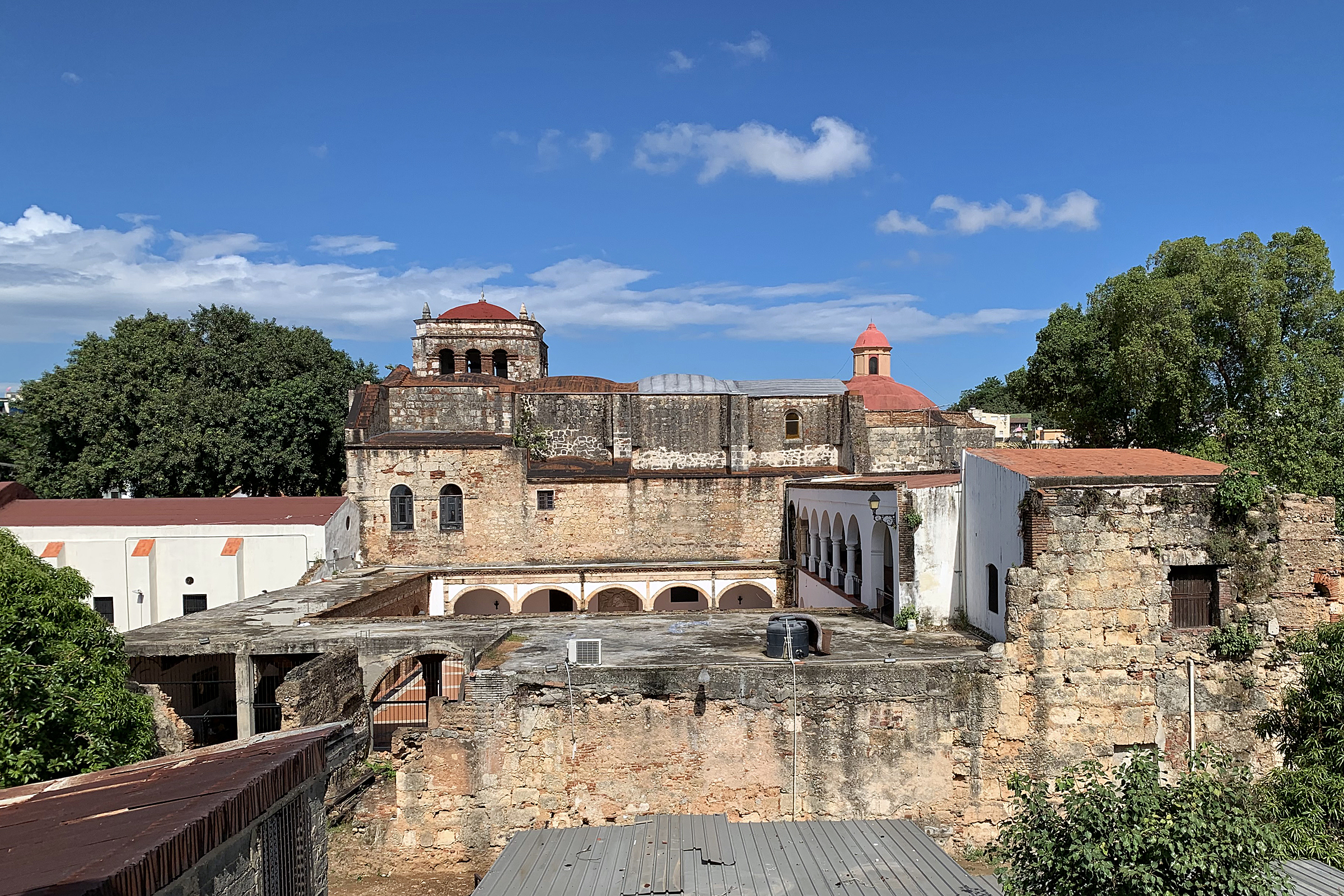

Tras la independencia nacional, la Iglesia fue devuelta al uso de los católicos y se llevaron a cabo reparaciones, culminando el 23 de septiembre de 1850, cuando se finalizó la reconstrucción de la Iglesia de Las Mercedes tras los daños sufridos en el terremoto de 1842. Ese mismo día, la imagen de la Nuestra Señora de las Mercedes fue llevada en procesión de regreso a la iglesia, habiendo estado resguardada en la Iglesia y Convento de los Dominicos durante todo ese tiempo. El Libertador Pedro Santana, devoto de la Virgen de las Mercedes, visitó la Iglesia de Las Mercedes el 23 de septiembre de 1858, tras regresar victorioso de su expedición en el Cibao. En esa ocasión, se elevó una Salve en honor a Nuestra Señora de las Mercedes, cumpliendo así una promesa previamente hecha por Santana. En 1859, ya como presidente de la República Dominicana por tercera vez, Santana asignó un espacio a la Logia Cuna de América para la instalación de un templo dedicado a la secta de la francmasonería. El 29 de septiembre de 1866, José María Cabral juró su cargo como presidente de la República en la Iglesia de Las Mercedes, siendo el primer y único presidente dominicano en prestar juramento en un templo religioso.

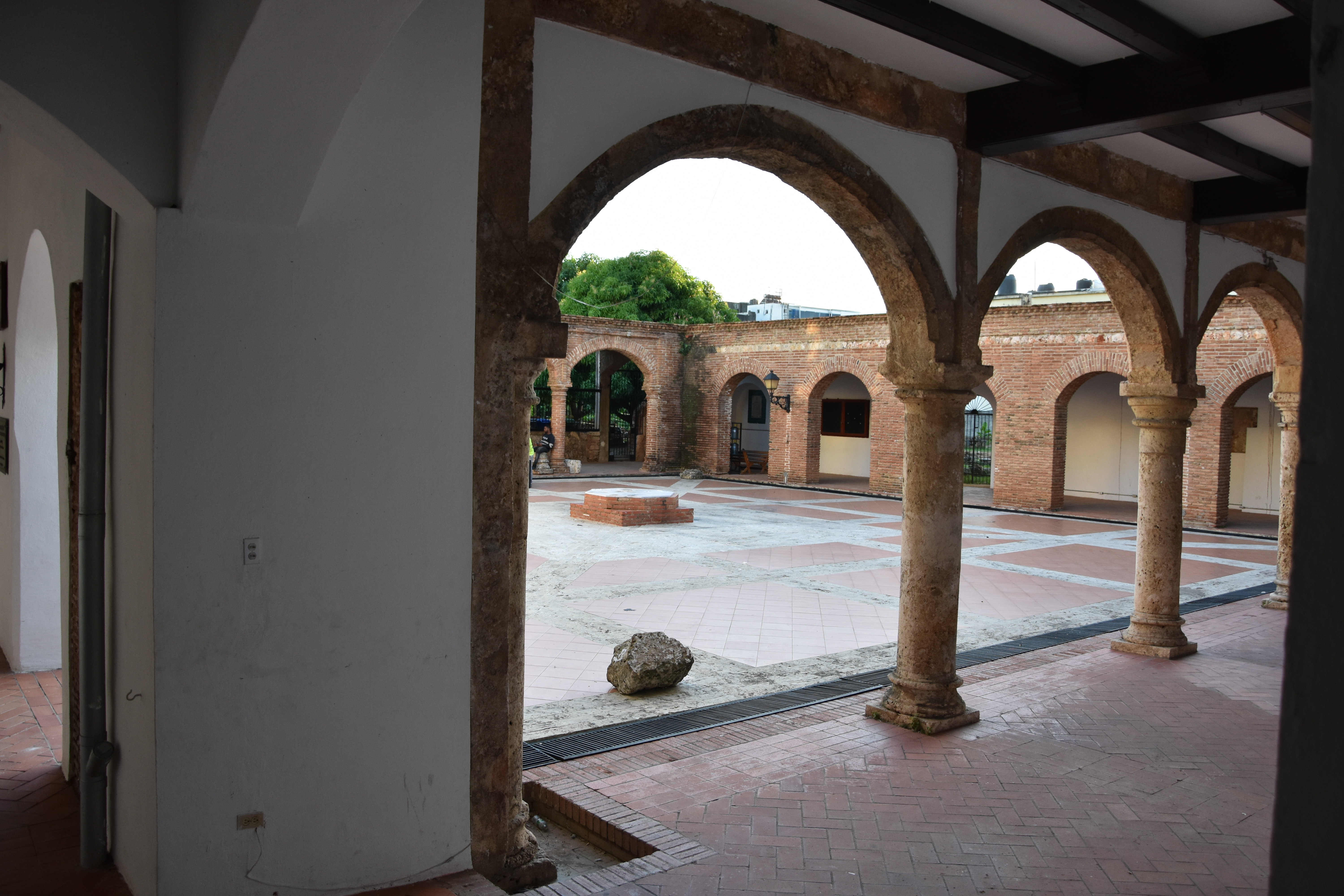
Antiguo claustro de la Iglesia.

A principios del siglo XX llegan de nuevo los mercedarios, pero la Iglesia pasó a manos de la Orden Capuchina desde 1909. Con el paso del tiempo, se fue modernizando, destacando la instalación del alumbrado eléctrico entre 1911 y 1913. En 1912, el antiguo piso de ladrillo fue reemplazado por mármol, y entre 1913 y 1917 se decoraron las paredes con zócalos de azulejos sevillanos.
En 1916, la campana del USS Memphis, un barco estadounidense naufragado en Santo Domingo, fue donada a la Iglesia de Las Mercedes como muestra de agradecimiento por el auxilio brindado por Emeterio Sánchez y la comunidad dominicana. A finales de los años 1920, la campana se rajó y fue enviada a España para ser refundida, regresando en 1930 con la inscripción: "La campana, llamada Nuestra Señora de las Mercedes, fue refundida en el año 1930, siendo superior de la misión franciscana el muy reverendo padre Leopoldo Ubrique".
Tras el sismo de 1971, la iglesia fue restaurada por la Comisión de Monumentos, liberando también el ábside que había estado oculto desde 1911, construido para servir de residencia a los sacerdotes. Los trabajos de investigación y restauración revelaron importantes hallazgos que ayudaron a comprender las etapas constructivas del templo. Finalmente, la iglesia fue reabierta para el culto litúrgico el 24 de septiembre de 1976.

## Estructura

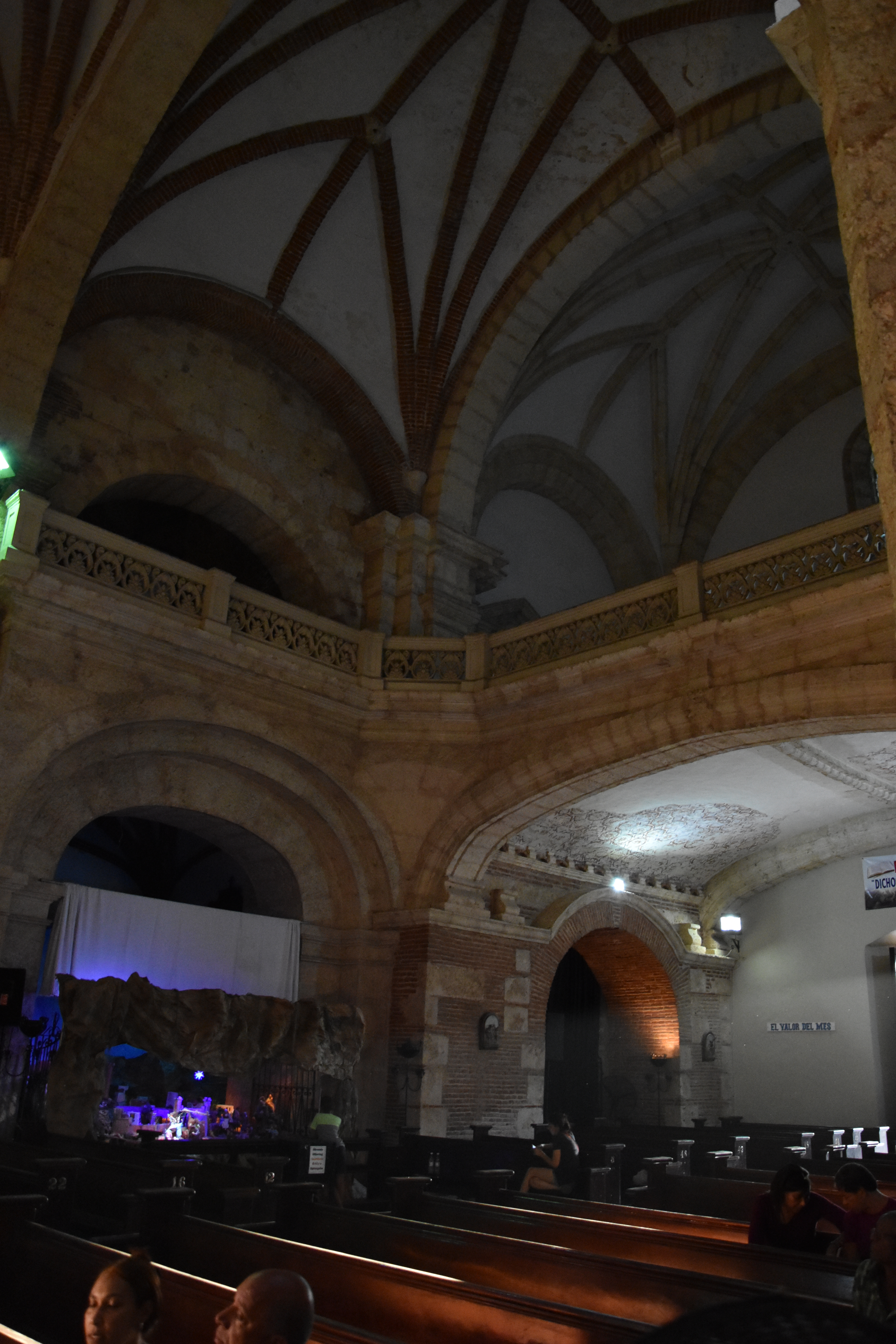
Interior de la Iglesia.

La iglesia tiene una planta de una sola nave con ábside ochavado en el testero y capillas laterales ubicadas entre los contrafuertes, que se comunicaban entre sí por medio de pequeñas aberturas, al igual que en la Iglesia de Santo Domingo. La estructura se basa en una bóveda gótica chata de crucería, que descarga el peso a través de arcos ojivales en la nave y se sostiene en muros gruesos. El enigma de su estilo original se resolvió en 1977, cuando se descubrió una hermosa pilastra del más puro estilo gótico, embebida en muros posteriores que fueron levantados para consolidar la estructura afectada por incendios, terremotos y huracanes. Esta pilastra, obra de Liendo, se encuentra en la unión del ábside con el primer contrafuerte norte, y es visible desde el interior y el exterior.
Durante los trabajos de restauración, al descubrir los ladrillos del entrepiso, se encontraron 42 refuerzos de ladrillos a 20 cm unos de otros, con 60 cm de altura, y los espacios entre ellos estaban rellenos con fragmentos de cerámica sin ningún otro material o argamasa. Según los arqueólogos, este relleno no tiene explicación aparente, ya que el ladrillo del piso se apoyaba sobre los refuerzos de ladrillo, lo que pudo haber dejado un espacio hueco que aumentaba las propiedades acústicas. Del material recuperado, solo una pieza estaba completa: un jarro para vino, mientras que las demás estaban fragmentadas, aunque los pedazos eran lo suficientemente grandes como para permitir su restauración. El material utilizado como relleno en el coro estaba compuesto de tinajas, anafes de barro (muy similares a los encontrados en la Capilla de la Tercera Orden Franciscana), fragmentos de hormas para cristalizar azúcar, grandes cantidades de tejas, bucos o tuberías de barro utilizadas para drenaje y fragmentos de jarras de aceitunas, entre otros.

## Vandalismo, profanaciones y alborotos

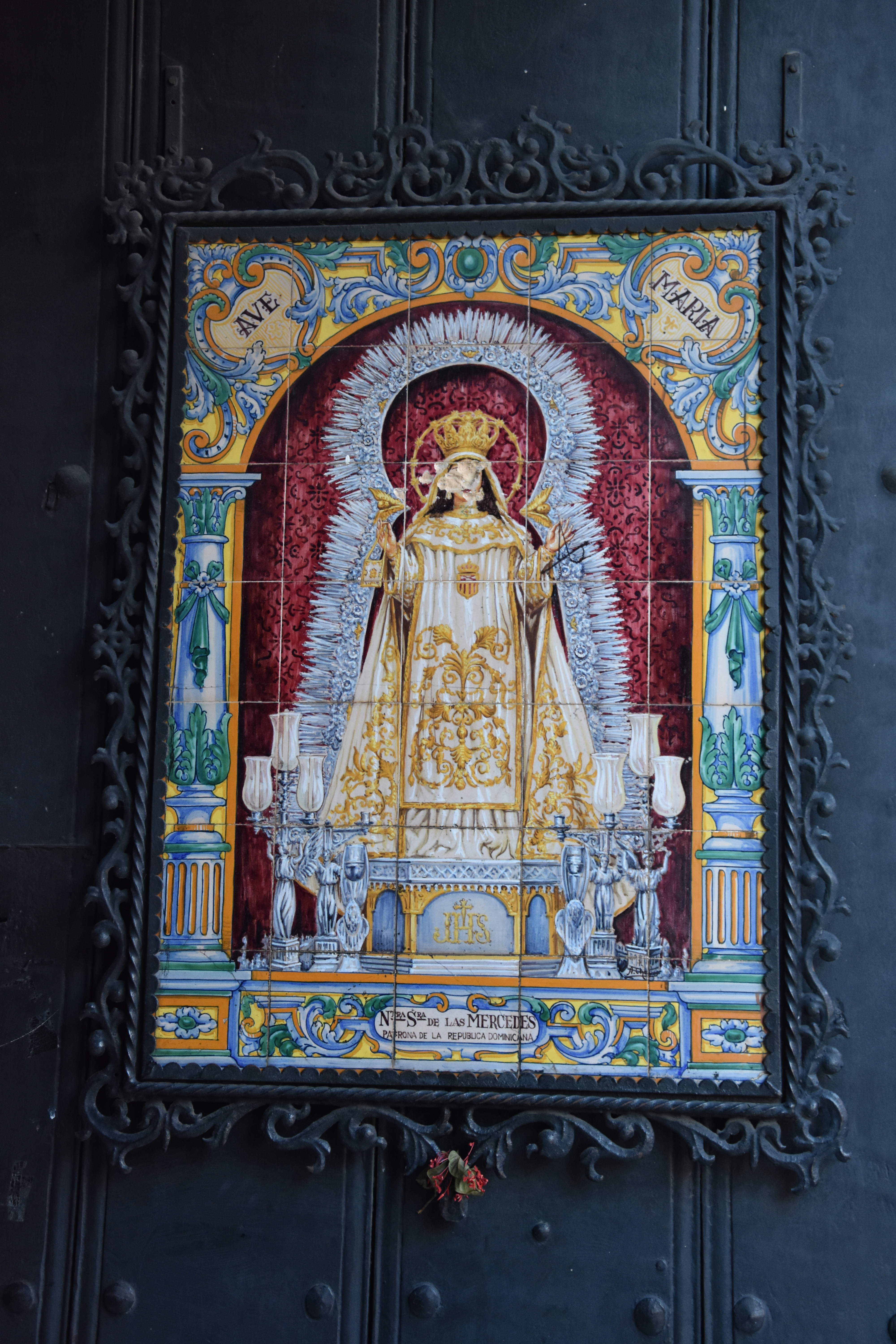
Imagen de la Virgen de Las Mercedes en mosaico en la puerta del templo dañada por vándalos en 2019.

Durante los últimos años, la Iglesia ha sido blanco de actos recurrentes de vandalismo y profanación, perpetrados por ciertos grupos, incluidos algunos vinculados al activismo progresista y drogadictos conocidos como "piperos". En agosto de 2019, el entonces párroco, Fray Máximo Rodríguez, denunció diversos ataques que comprometían tanto el patrimonio como la seguridad de los visitantes del templo. Destacó la destrucción de la imagen de la Virgen de Las Mercedes, representada en mosaicos sevillanos y ubicada en una puerta del templo desde 1953. Además, relató que durante la celebración de un matrimonio, se sabotearon los sistemas eléctricos, dejando el lugar a oscuras hasta que la compañía distribuidora restableció el servicio. El padre Rodríguez llamó a las autoridades a tomar medidas para garantizar la seguridad del edificio histórico y sus alrededores, señalando la presencia constante de excremento, preservativos usados y basura. También solicitó que se regulen los bares cercanos, que, según él, generan ruido excesivo y problemas con el estacionamiento y la circulación vehicular en las calles aledañas.
En 2021, la Iglesia de Las Mercedes sufrió un notable aumento en los actos de vandalismo. El 25 de enero de ese año, un ladrón se escondió en la Iglesia y robó el dinero de las ofrendas de los feligreses. Menos de un mes después, el 17 de febrero, un profanador huyó con un copón cargado de hostias consagradas, el contenido monetario de ocho alcancías y cálices de la Iglesia. El 13 de septiembre, alborotadores pintaron un grafiti en una de las puertas del templo con el mensaje «Dios es Trans», lo que provocó la indignación de los cristianos de la zona. Dirigentes de juntas de vecinos lamentaron la acción y señalaron que era la segunda vez que se realizaba un grafiti con ese mensaje. Invitaron a las autoridades a visitar la Ciudad Colonial durante la noche, especialmente los fines de semana, para observar el desorden existente. A pesar de los esfuerzos, las autoridades aún no han logrado capturar a los responsables de estos actos.
En mayo de 2022, Fray Frankelis Rodríguez Gómez manifestó un firme rechazo hacia los grupos que se congregan cerca del templo durante la noche, especialmente los fines de semana, para consumir alcohol y realizar acciones que comprometen la moral y la sacralidad del lugar. Expresó su preocupación por el desorden y la falta de respeto hacia la Virgen de Las Mercedes, afirmando que la situación es tan grave que «la Virgen llora de impotencia». El padre Rodríguez Gómez criticó tanto a la alcaldesa Carolina Mejía como a la Policía por su inacción frente a estos actos de profanación y delincuencia. Denunció la acumulación de desechos, como botellas vacías, condones y colillas de cigarrillos, en los alrededores del templo. Su protesta fue respaldada por clero y feligreses, quienes subrayaron la creciente falta de respeto y el aumento de la delincuencia en la Zona Colonial.

## Galería

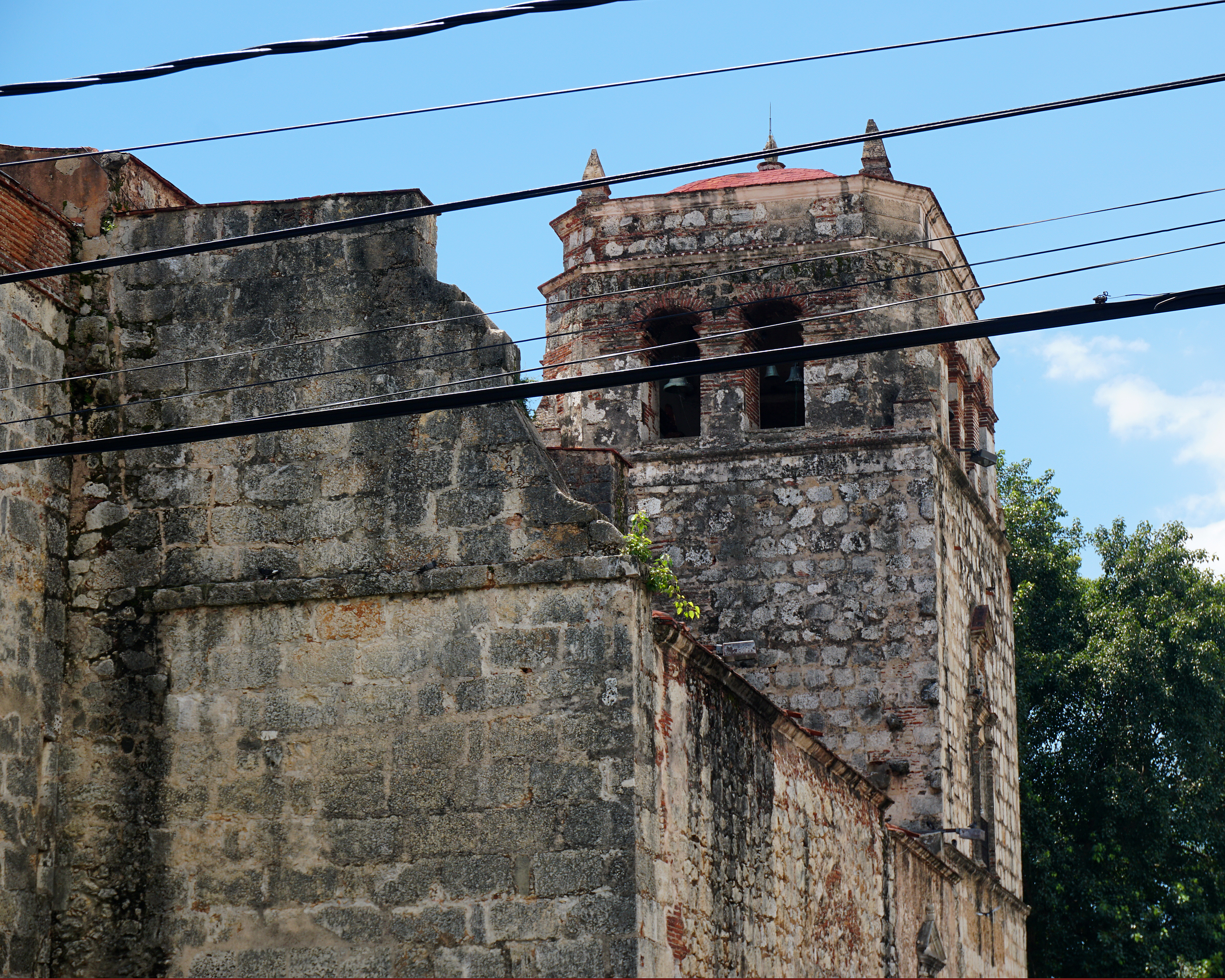
Campanario
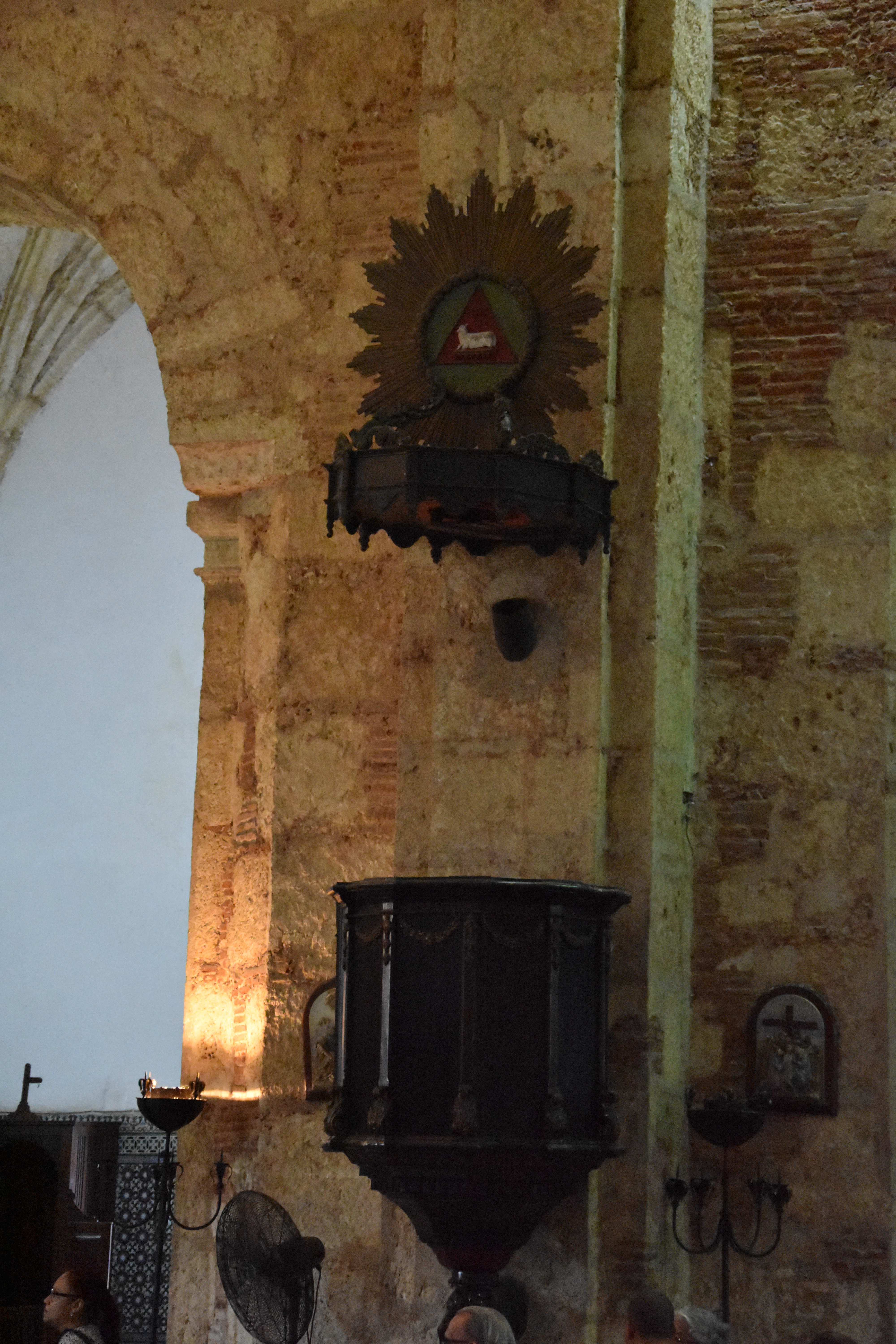
Púlpito
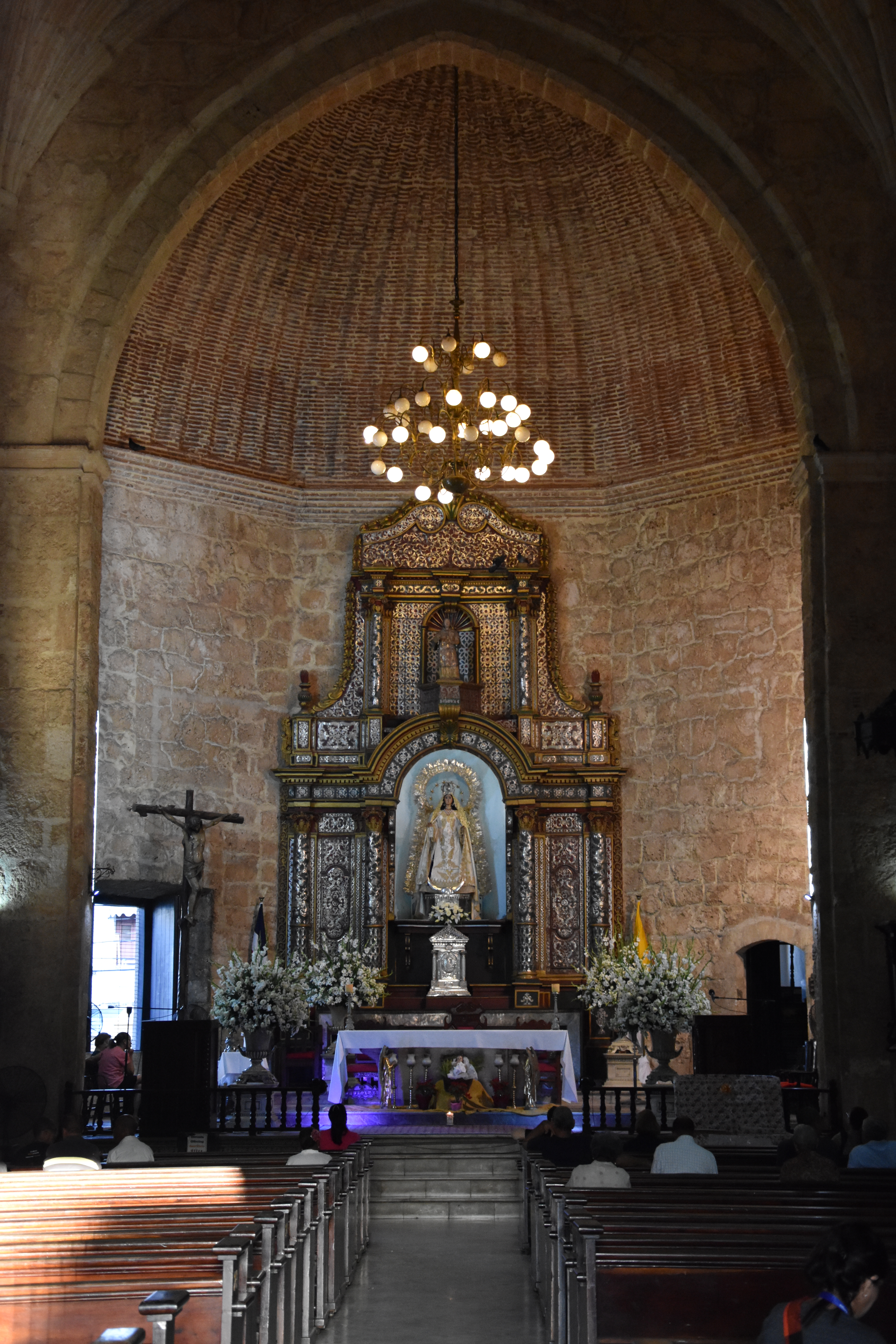
Altar mayor
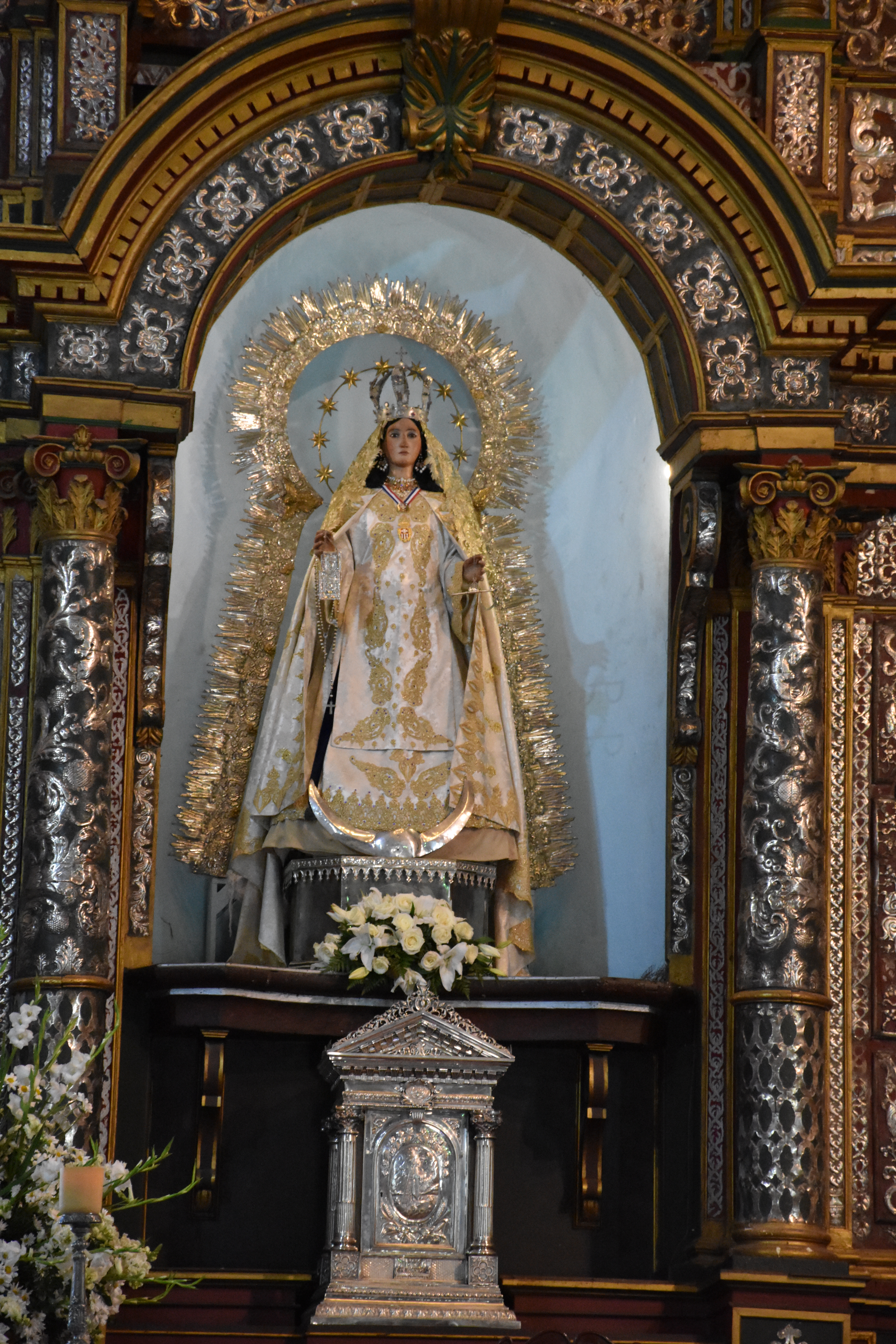
Nuestra Señora de las Mercedes en el retablo del altar mayor y sagrario
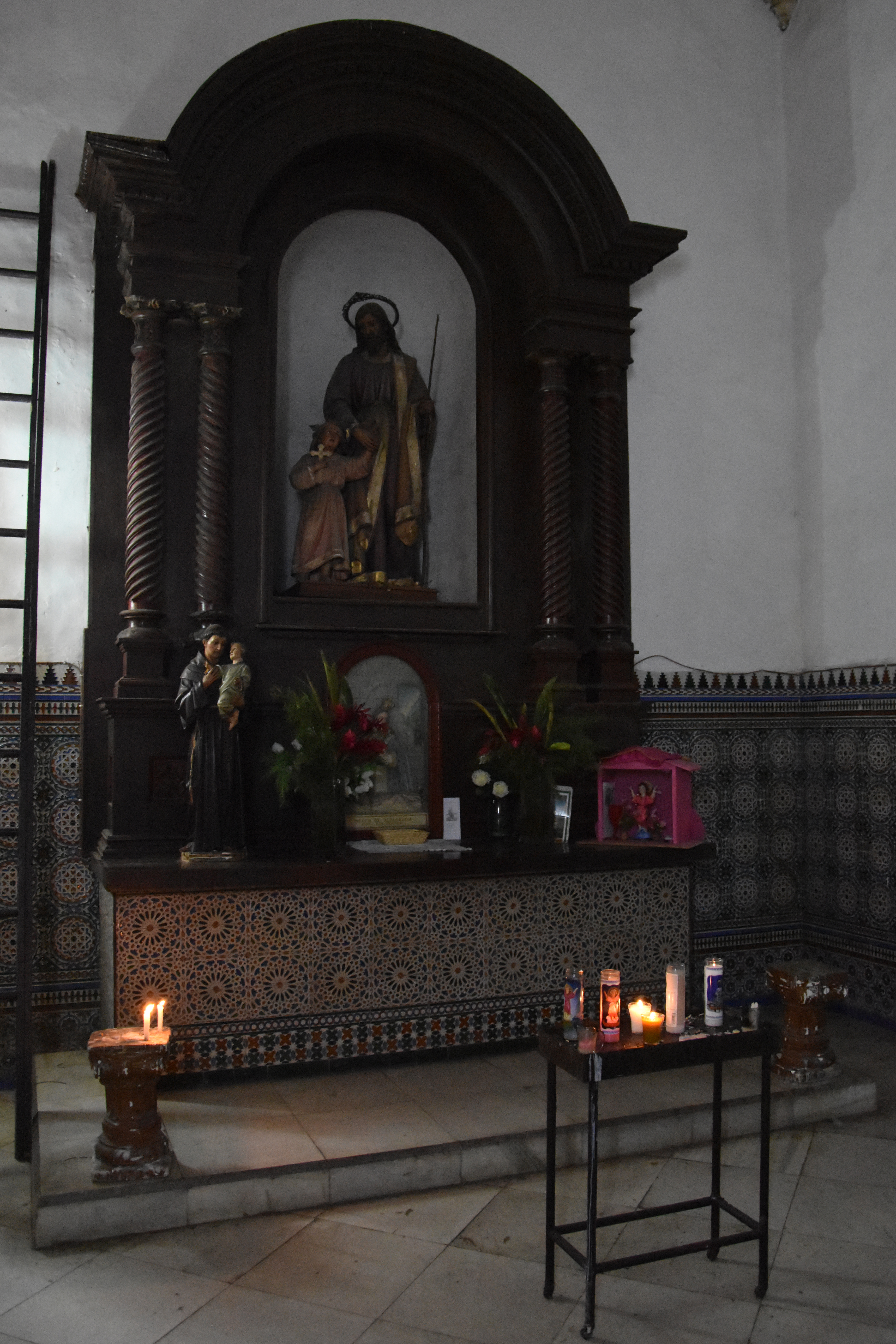
Altar menor y retablo de san José y el Niño Jesús
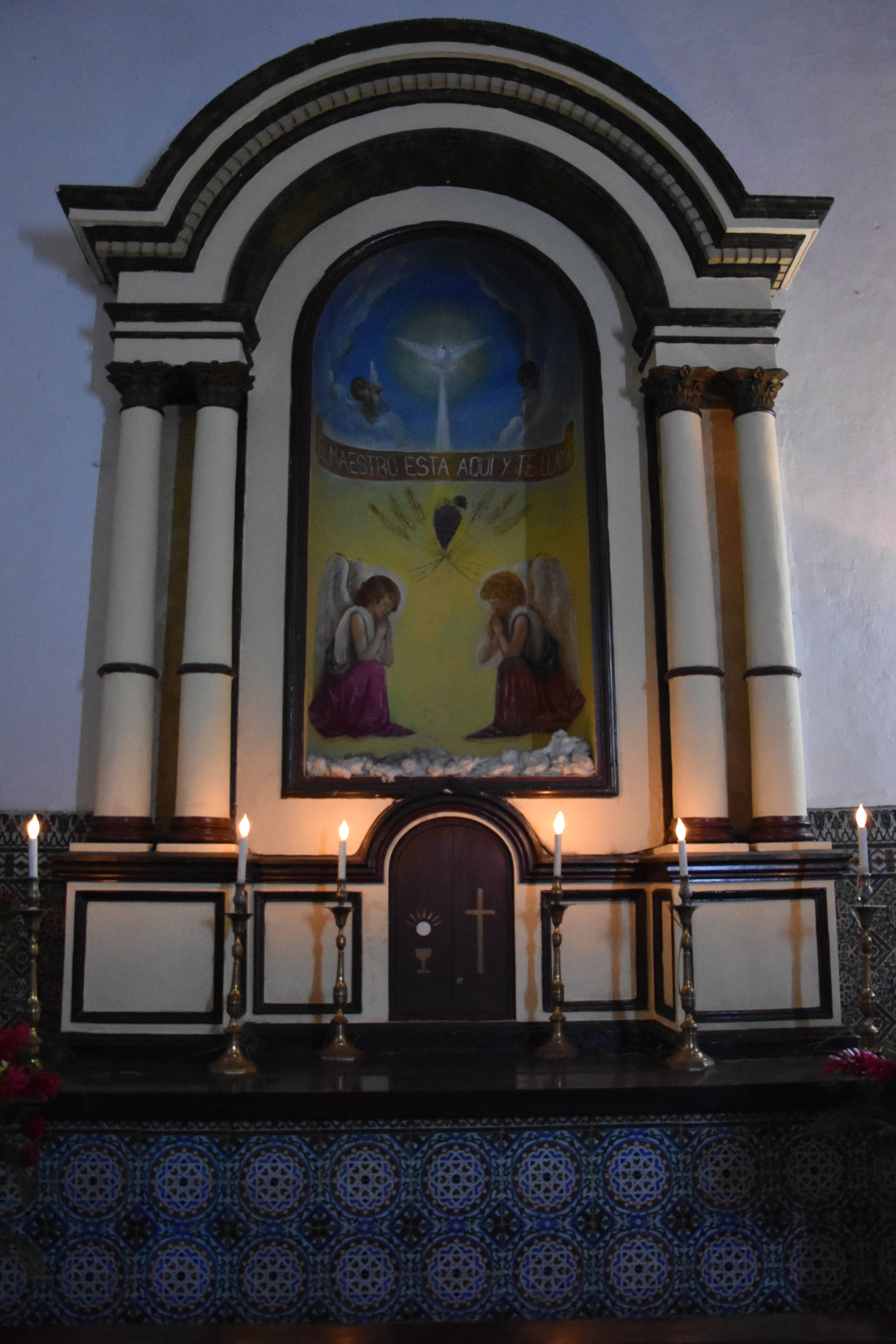
Altar menor y sagrario
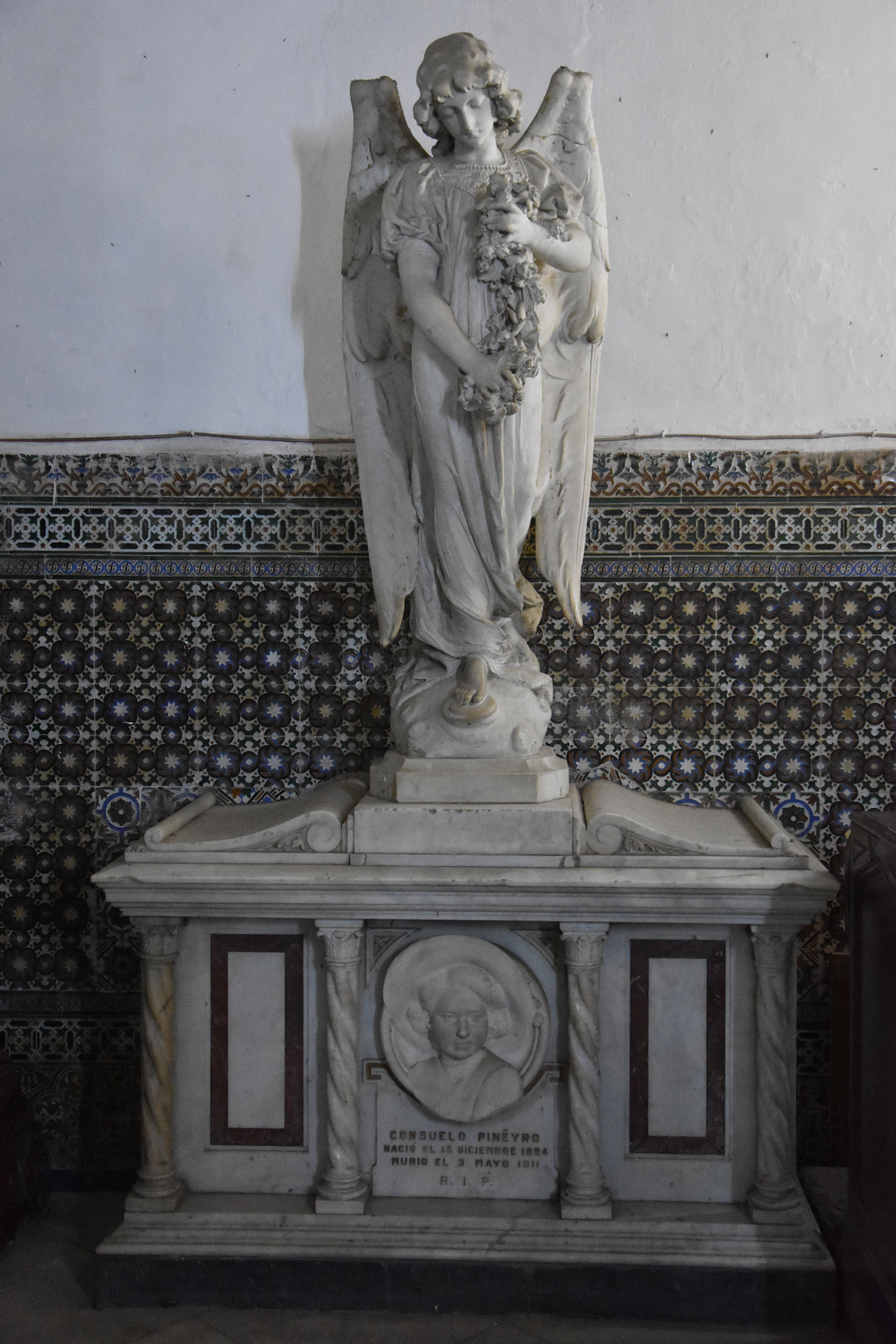
Escultura de un ángel
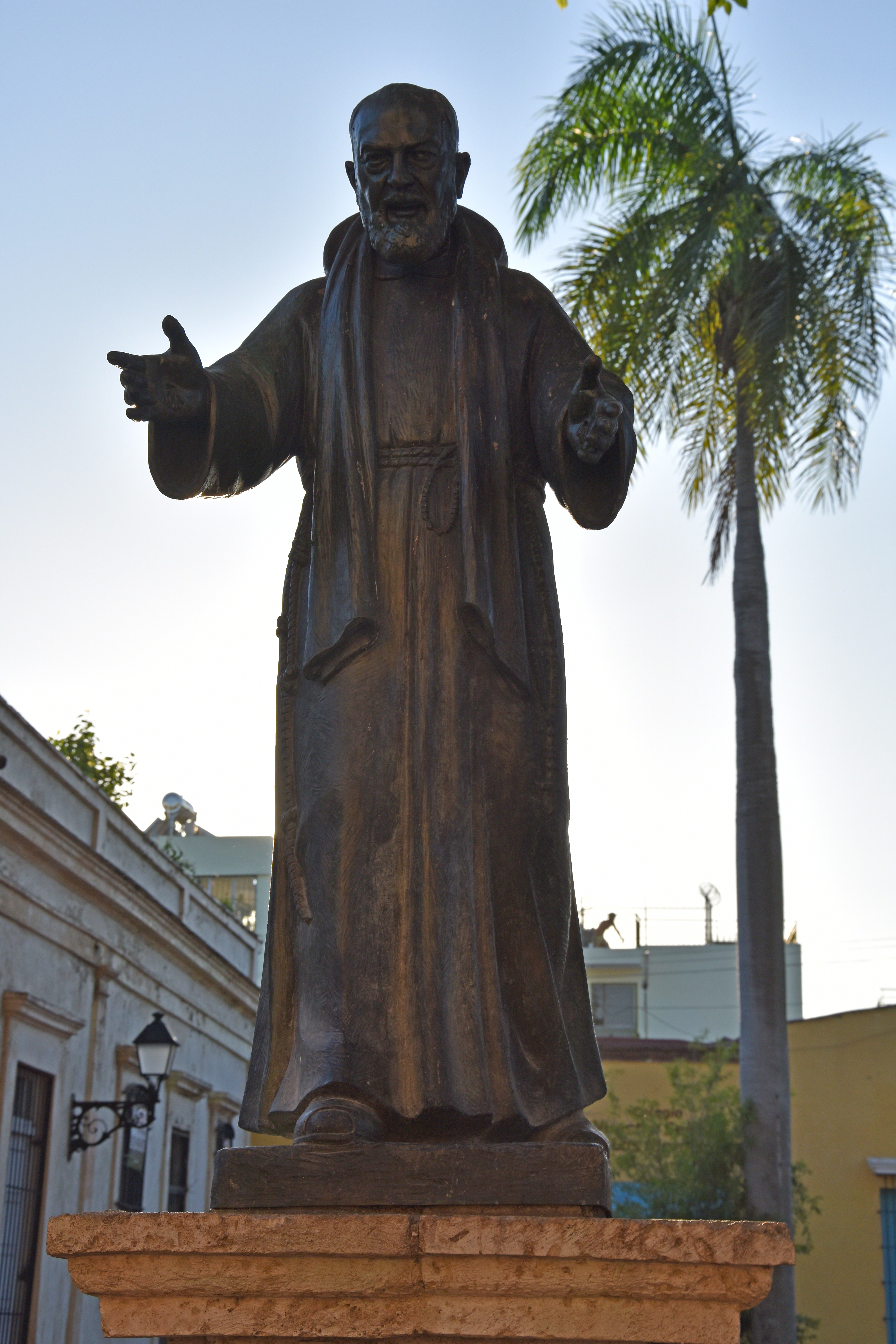
Estatua en el exterior de san Pío de Pietrelcina
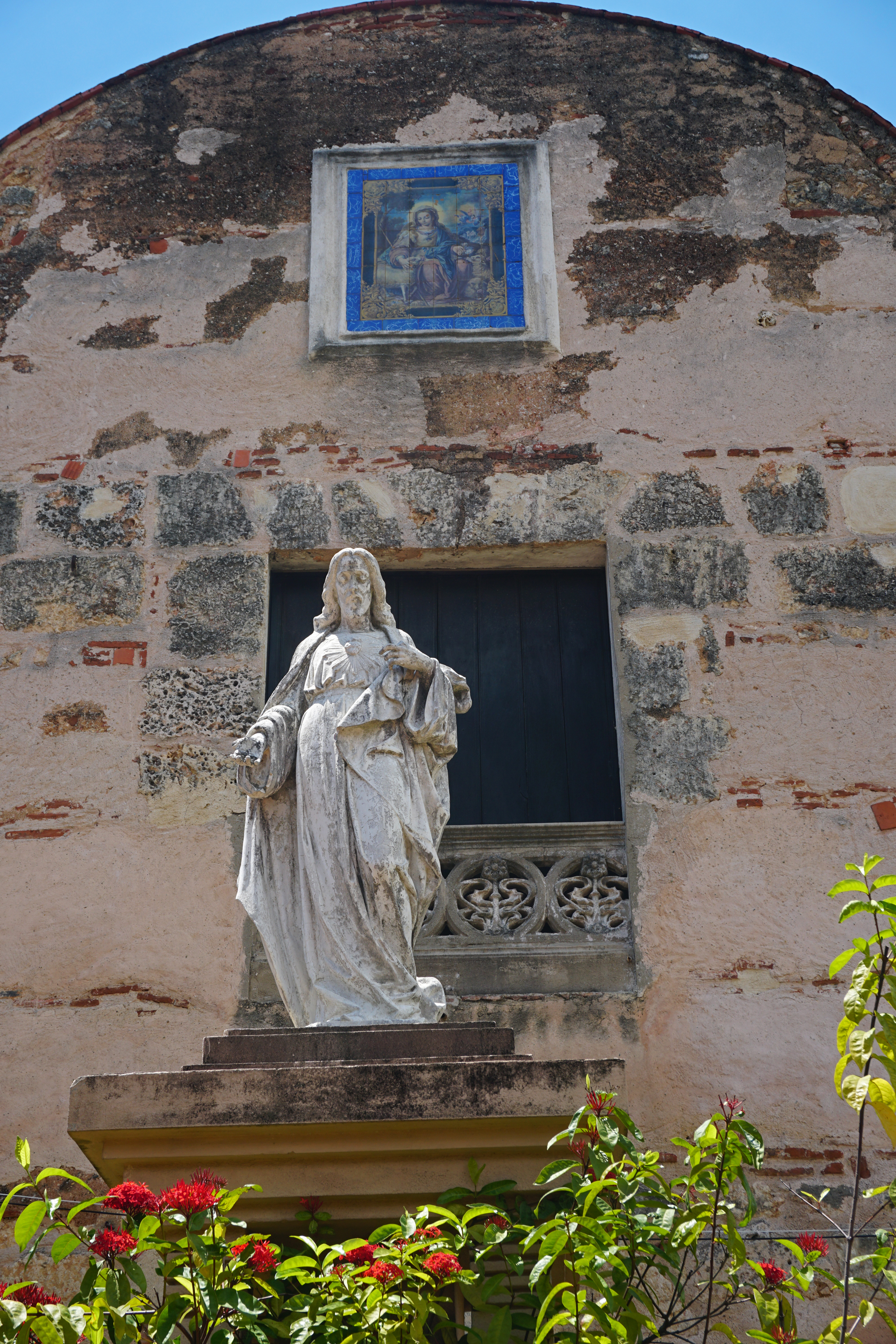
Estatua de Cristo y mosaico de la Divina Pastora en el exterior
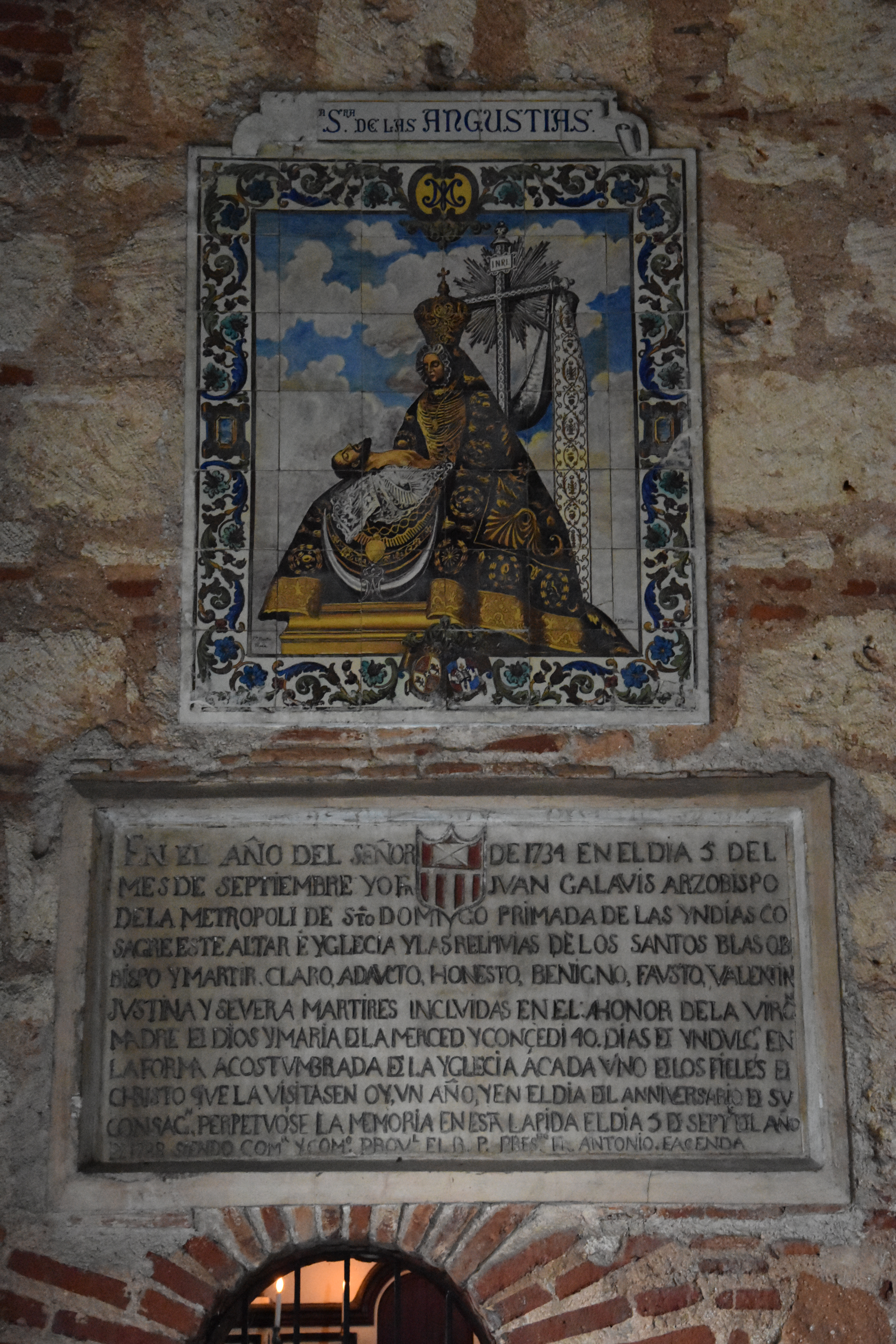
Mosaico de Nuestra Señora de las Angustias
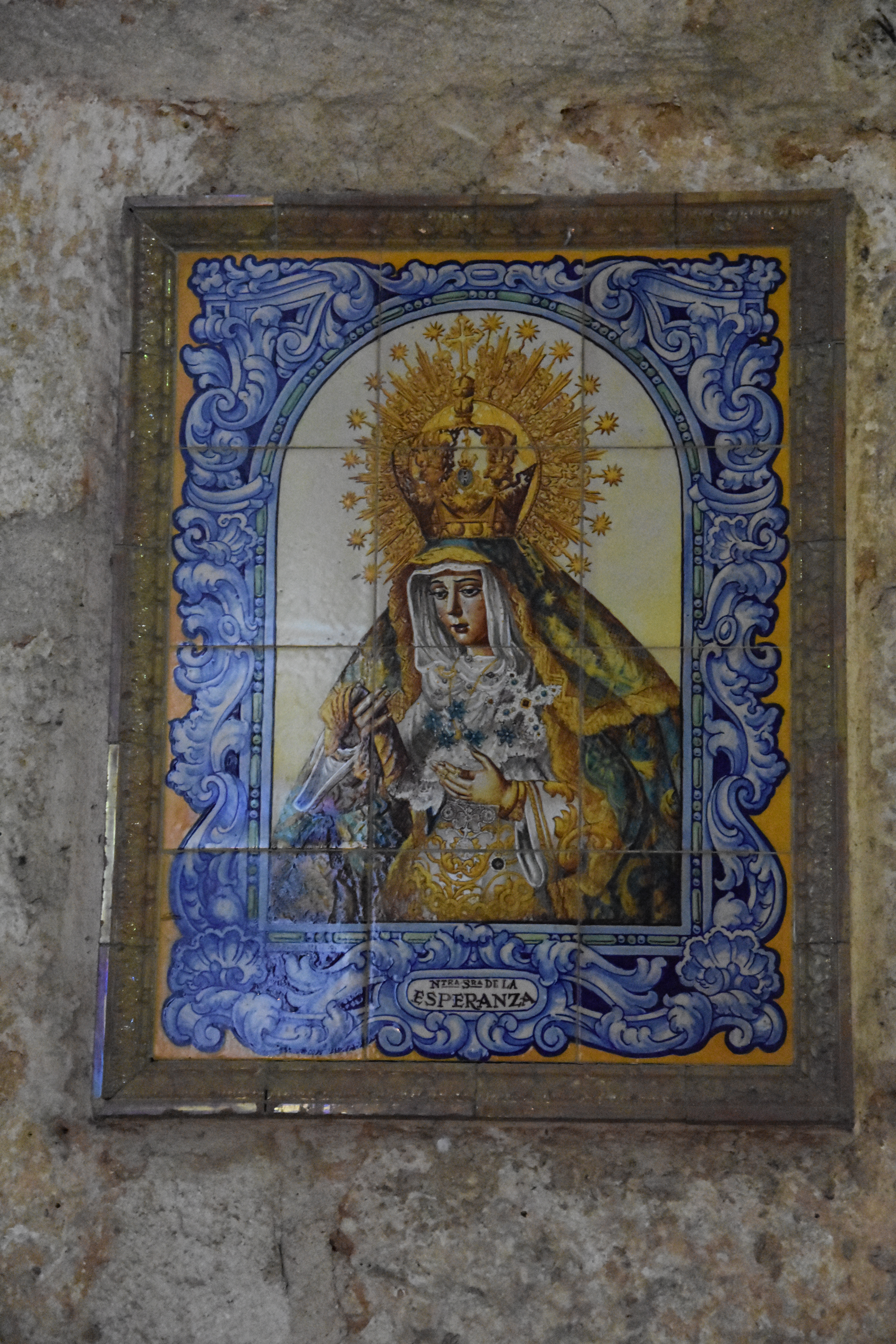
Mosaico de Nuestra Señora de la Esperanza
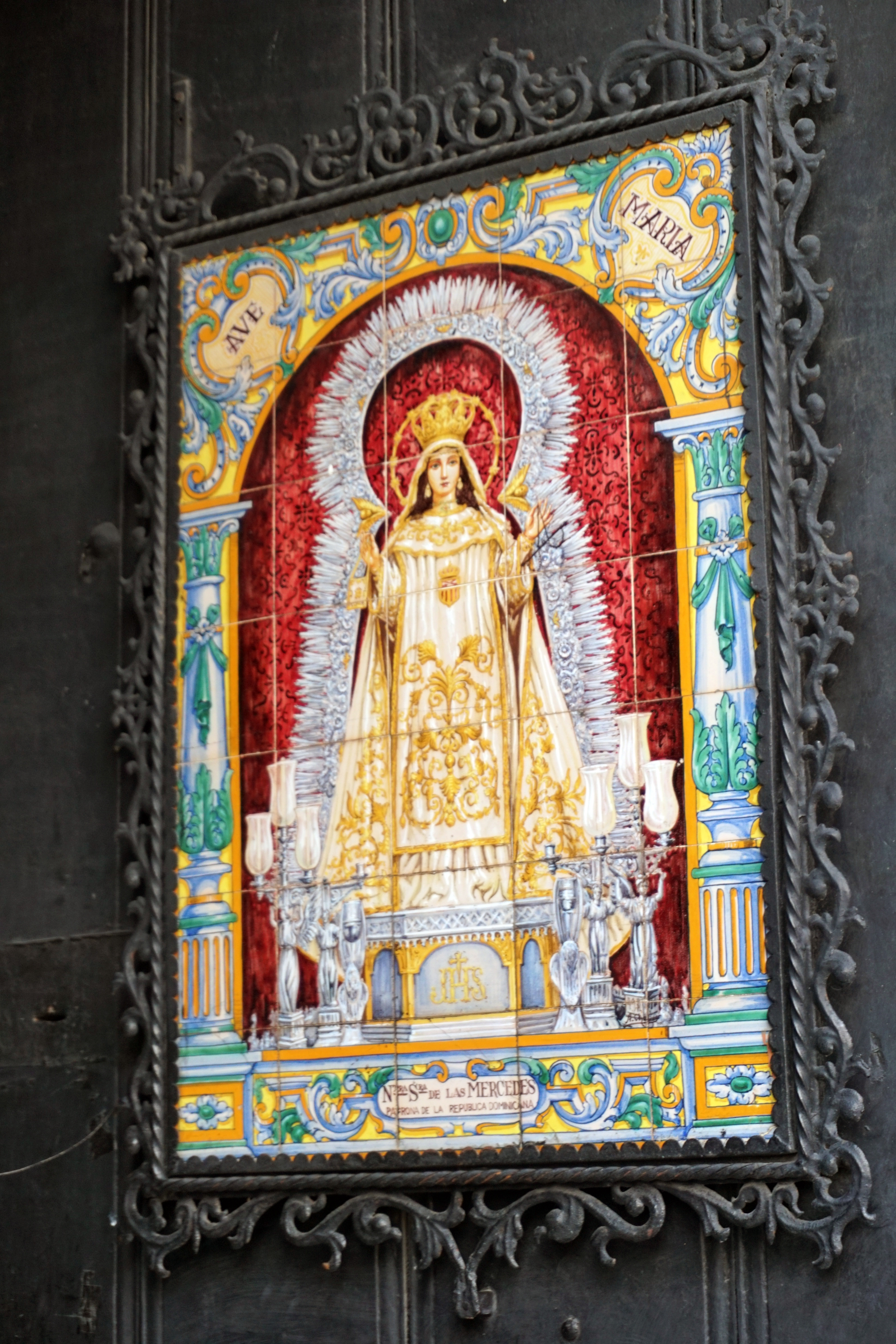
Mosaico de Nuestra Señora de las Mercedes en una puerta
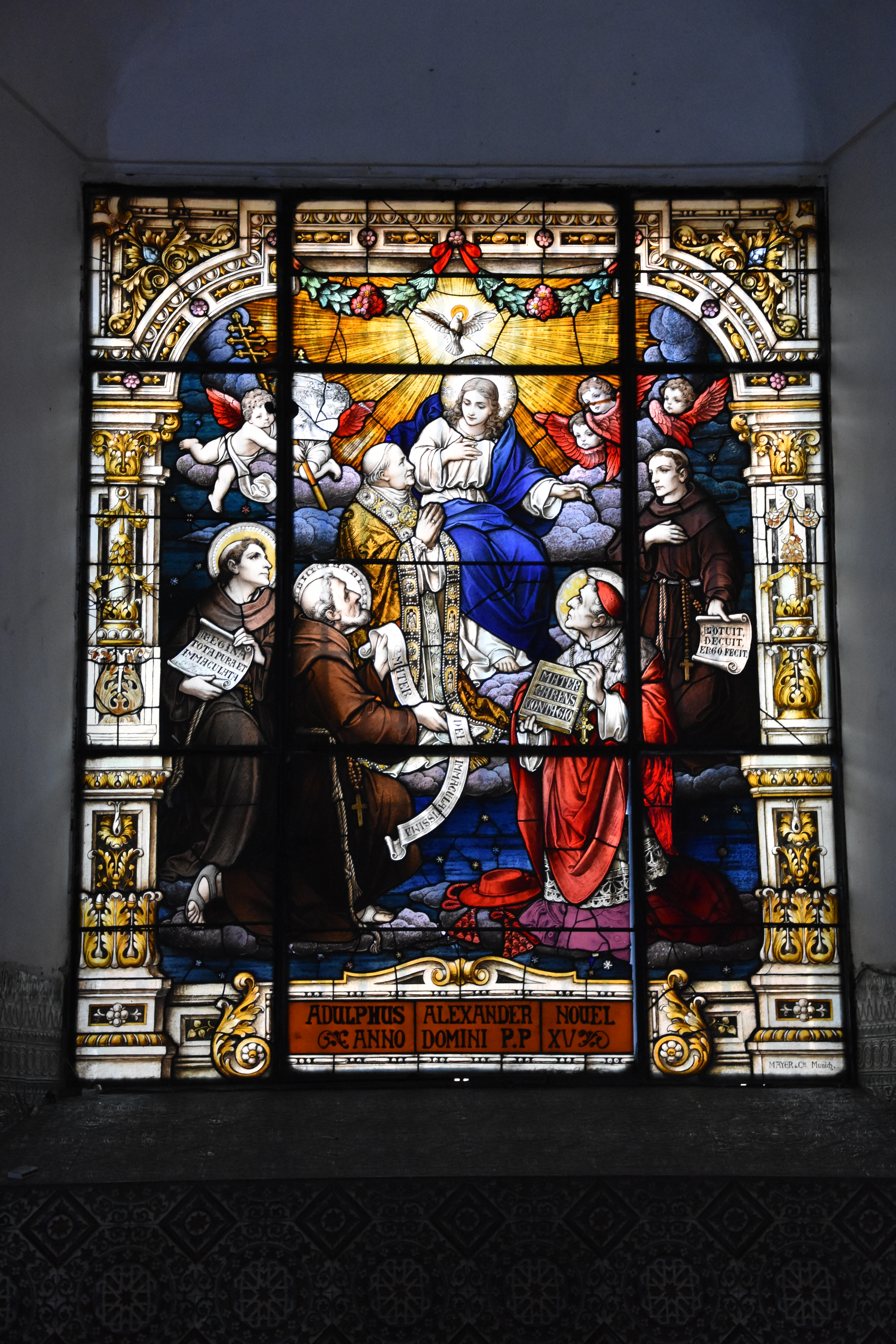
Vitral del beato Pío IX y la Inmaculada Concepción.